# Paolo Fernandes
Paolo Fernandes Cantin (Saragozza, 19 agosto 1998) è un calciatore spagnolo, centrocampista dell'Al-Khaleej, in prestito dall'AEK Atene.

## Biografia
È nato a Saragozza in Spagna, da padre capoverdiano e madre spagnola.

## Caratteristiche tecniche
È un centrocampista completo di piede mancino, capace di giocare anche da ala destra e da trequartista, veloce e dotato di una buona tecnica individuale.

## Carriera
Cresciuto nei settori giovanili di Real Saragozza e Manchester City, il 24 giugno 2017 viene ceduto in prestito per una stagione al NAC Breda. Nell'estate 2018 viene confermato per un'altra stagione il suo prestito al NAC Breda. Il 17 luglio 2019 viene ingaggiato in prestito secco dal Perugia società di Serie B italiana.

## Statistiche

### Presenze e reti nei club
Statistiche aggiornate all'8 dicembre 2024.
| Stagione         | Squadra          | Campionato       | Campionato | Campionato | Coppe nazionali | Coppe nazionali | Coppe nazionali | Coppe continentali | Coppe continentali | Coppe continentali | Altre coppe | Altre coppe | Altre coppe | Totale | Totale |
| Stagione         | Squadra          | Comp             | Pres       | Reti       | Comp            | Pres            | Reti            | Comp               | Pres               | Reti               | Comp        | Pres        | Reti        | Pres   | Reti   |
| ---------------- | ---------------- | ---------------- | ---------- | ---------- | --------------- | --------------- | --------------- | ------------------ | ------------------ | ------------------ | ----------- | ----------- | ----------- | ------ | ------ |
| 2017-2018        | NAC Breda        | ED               | 25         | 2          | CO              | 0               | 0               | -                  | -                  | -                  | -           | -           | -           | 25     | 2      |
| 2018-2019        | NAC Breda        | ED               | 8          | 0          | CO              | 1               | 0               | -                  | -                  | -                  | -           | -           | -           | 9      | 0      |
| Totale NAC Breda | Totale NAC Breda | Totale NAC Breda | 33         | 2          |                 | 1               | 0               |                    | -                  | -                  |             | -           | -           | 34     | 2      |
| 2019-2020        | Perugia          | B                | 13         | 0          | CI              | 3               | 0               | -                  | -                  | -                  | -           | -           | -           | 16     | 0      |
| 2020-2021        | Castellón        | SD               | 10         | 0          | CR              | 2               | 1               | -                  | -                  | -                  | -           | -           | -           | 12     | 1      |
| 2021-2022        | Volo             | SL               | 20+7       | 2+3        | CG              | 3               | 1               | -                  | -                  | -                  | -           | -           | -           | 30     | 6      |
| 2022-gen. 2023   | Volo             | SL               | 13         | 3          | CG              | 2               | 0               | -                  | -                  | -                  | -           | -           | -           | 15     | 3      |
| Totale Volo      | Totale Volo      | Totale Volo      | 40         | 8          |                 | 5               | 1               |                    | -                  | -                  |             | -           | -           | 45     | 9      |
| gen.-giu. 2023   | AEK Atene        | SL               | 6+8        | 0+1        | CG              | 5               | 1               | -                  | -                  | -                  | -           | -           | -           | 19     | 2      |
| 2023-2024        | AEK Atene        | SL               | 5+3        | 0          | CG              | 1               | 0               | UCL+UEL            | 0                  | 0                  | -           | -           | -           | 9      | 0      |
| 2024-2025        | AEK Atene        | SL               | 6          | 1          | CG              | 1               | 0               | UECL               | 3                  | 0                  | -           | -           | -           | 10     | 1      |
| Totale AEK Atene | Totale AEK Atene | Totale AEK Atene | 28         | 2          |                 | 7               | 1               |                    | 3                  | 0                  |             | -           | -           | 38     | 3      |
| Totale carriera  | Totale carriera  | Totale carriera  | 124        | 12         |                 | 18              | 3               |                    | 3                  | 0                  |             | -           | -           | 145    | 15     |

## Palmarès

### Club

#### Competizioni nazionali
- Campionato greco: 1

AEK Atene: 2022-2023
- Coppa di Grecia: 1

AEK Atene: 2022-2023